# 19119 Dimpna
19119 Dimpna (1981 SG3) là một tiểu hành tinh vành đai chính được phát hiện ngày 27 tháng 9 năm 1981 bởi L. G. Karachkina ở Đài vật lý thiên văn Crimean.